# 띄어쓰기
띄어쓰기(문화어: 띄여쓰기)는 글쓰기에서 필자가 글을 쓸 때 어절마다 사이를 띄어 쓰는 것을 가리킨다. 보통 공백을 사용하여 띄어 쓰는 것을 지칭하는 것을 의미하고 넓은 의미로는 구두점 등으로 분할한 것까지 띄어쓰기에 포함한다. 
한글은 창제시기부터 근대까지 띄어쓰기를 하지 않았다. 한글 최초 띄어쓰기 적용은 중국에서 활동하던 스코틀랜드 국교회(장로교)의 선교사 존 로스가 1877년에 편찬한 '한국어 첫걸음'이라는 학습교재으나, 외국인을 위한 한국어 교재 범위에서만 활용되고 대중화하지는 못했다. 국내에서 실제로 널리 활용한 시기는 미국 감리교회 선교사 호머 헐버트로 그는 한글 띄어쓰기를 적극 권장하였다. 헐버트가 일했던 감리교 출판국 삼문출판사에서 인쇄하여 1896년에 창간한 '독립신문'에 본격적으로 띄어쓰기를 도입하였다. 1933년 조선어학회가 한글 맞춤법 통일안을 제정하면서 띄어쓰기는 정착단계에 이르게 되었다.  

## 언어별 띄어쓰기
띄어쓰기는 라틴어에서 시작되었다. 원래는 라틴어에도 띄어쓰기가 없었으나 600년~800년경에 라틴어를 구어가 아닌 문어로 받아들였던 아일랜드의 수사들이 학습을 위해 띄어쓰기를 도입하였다. 이 방식은 라틴어를 배우는 이들에게 널리 퍼졌고, 라틴어만이 아니라 라틴 문자를 사용하는 유럽 전 지역에 널리 퍼지게 되었다.
띄어쓰기는 서양의 글쓰기 방식이었고, 서양의 문물이 들어오기 전까지 한중일 세 나라는 띄어쓰기를 하지 않았다. 현대 중국어와 일본어에서는 여전히 띄어쓰기를 하지 않으며, 현대 한국어만이 띄어쓰기를 한다. 한국에서는 현재 글쓰기에 한글전용을 시행하므로, 띄어쓰기가 없으면 문장 의미에 혼동이 생긴다. 
현대 영어는 공백을 사용하여 낱말을 구분하지만 모든 언어가 이 법칙을 따르지는 않는다. 600년~800년 라틴어에서는 공백을 이용하여 띄어쓰기를 하지 않았다. 고대 히브리어와 아랍어는 부분적으로 모음이 부족한 곳을 더 명확하게 할 목적으로 공백을 사용하였다.
일반적으로 띄어쓰기는 낱말 사이의 공백을 의미하나, 라틴어가 기원인 알파벳을 사용하는 언어에서는 다양한 방식의 문장 간 공백을 사용하기도 한다.

### 한국어의 띄어쓰기

#### 띄어쓰기의 중요성
같은 단어들과 조사들이 동일한 순서로 이루어진 문장이라도 띄어쓰기를 어떻게 하느냐에 따라 뜻이 달라진다. 또한, 띄어쓰기가 제대로 이루어지지 않게 되면 문장의 의미 전달이 모호해지며 가독성이 떨어지게 된다. 흔히 띄어쓰기의 필요성으로 “아버지가 방에 들어가신다”를 “아버지 가방에 들어가신다”라고 썼을 경우를 예로 드는데, 이 경우는 '가'라는 조사가 존재하기 때문에 사실 오독할 염려는 없는 편이다.
아래는 띄어쓰기의 중요성을 나타내는 사례다.
잘못된 의미로 바뀌는 경우
- 내동 생고기 (O) / 내동생 고기 (X)
- 동시흥 분기점 (O) / 동시 흥분 기점 (X)
- 대학생 선교회 (O) / 대학 생선 교회 (X)
- 농협 용인 육가공 공장 (O) / 농협용 인육 가공 공장 (X)
- 할머니가 죽을 먹습니다. (O) / 할머니 가죽을 먹습니다 (X)

다른 의미로 바뀌는 경우
- 나물 좀 다오 / 나 물 좀 다오
- 친구가 자꾸만 져요 / 친구가 자꾸 만져요
- 걔밖에 없다 (있음) / 걔 밖에 없다 (없음)
- 너 잘 사는구나 (평안함) / 너 잘사는구나 (부유함)

#### 맞춤법상의 어려움
한국어의 띄어쓰기는 "모든 낱말은 띄어 쓴다"라는 대원칙이 있어서, 그 규칙이 매우 쉬워 보인다. 그러나 한국어 띄어쓰기가 힘든 이유는 다음과 같은 예외 규정이 있기 때문이다.
"경우에 따라서는 붙여 쓸 수도 있다"
예를 들어 "한국 대학교 사범 대학"와 "한국대학교사범대학"는 모두 맞다. 전자가 원칙이고 후자는 허용이다. "한국대학교 사범대학"도 허용 범위에서 맞는 표기다. 
현실적으로 한국인들 중에서도 띄어쓰기를 완벽하게 지키는 사람은 거의 없다. 본래 한글에는 띄어쓰기가 없었지만, 한자를 쓰지 않으며 한글만으로 문장을 잘 쓰고, 잘 인지하려면 띄어쓰기가 중요하다. 한국어의 조사가 없는 영어는 구조상 띄어쓰기를 해야만 의미가 분명하다. 하지만 조사가 발달한 한국어는 읽는 입장에서 혼란의 여지만 없다면 원칙을 100% 지키지 않더라도 의미 전달에 문제가 없다. 예를 들어 "할 수 있다"를 "할수 있다", "할수있다"와 같이 써도 읽을 때는 아무 혼란의 여지가 없다. 또한, 실제 출판물에서도 띄어쓰기 규칙을 완벽하게 지켜는 일은 드문 편이고, 허용 범위 내에서 띄어쓰기를 하고 출판을 한다. 이에 대해 이의를 제기하는 이들도 없는 실정이다.

#### 띄어쓰기 규정
- 조사는 띄어 쓰지 않는다.

어미 뒤에 붙는 경우에도 모두 붙여 쓴다.
조사가 여러 개 겹칠 경우에도 붙여 사용한다.
- 단위를 나타내는 명사
예시) 말, 개, 명, 마리는 앞말과 띄어 쓴다.

단, 순서를 나타내는 경우, 숫자와 어울려 쓰는 경우는 붙여서 사용할 수 있다.
- 의존 명사는 앞말과 띄어 쓴다.

## 같이 보기
- 단어 잘림 방지 공백
- 존 로스 - 한글에 띄어쓰기 첫 도입[4]
- 호머 헐버트 - 한글에 띄어쓰기 도입 주창[5]
- 국립국어원
- 맞춤법
- 한글 맞춤법
  - 문장부호
- 표준어
- 대한민국 표준어
- 표준어 규정
  - 표준 발음법
- 외래어 표기법
- 로마자 표기법
- 한국어의 로마자 표기법

## 참고 문헌
- 한국어 문법 1(외국인을 위한)(체계편), 국립국어원, 커뮤니케이션북스, 2005년 11월